# سفارة المجر في الولايات المتحدة
سفارة المجر في الولايات المتحدة هي أرفع تمثيل دبلوماسي لدولة المجر لدى الولايات المتحدة. تقع السفارة في واشنطن العاصمة وهي تهدف لتعزيز المصالح المجرية في الولايات المتحدة.

## وصلات خارجية
- الموقع الرسمي
- قائمة سفارات المجر
- قائمة السفارات في الولايات المتحدة